# Territorio dipendente
Un territorio dipendente, dipendenza territoriale o in breve dipendenza, è un territorio non dotato di completa indipendenza politica e sovranità, ma appunto che dipende da un altro Stato.
Spesso, ma non necessariamente, si tratta di territori dotati di elevata autonomia e situati a grandi distanze dallo Stato sovrano.

## Elenco

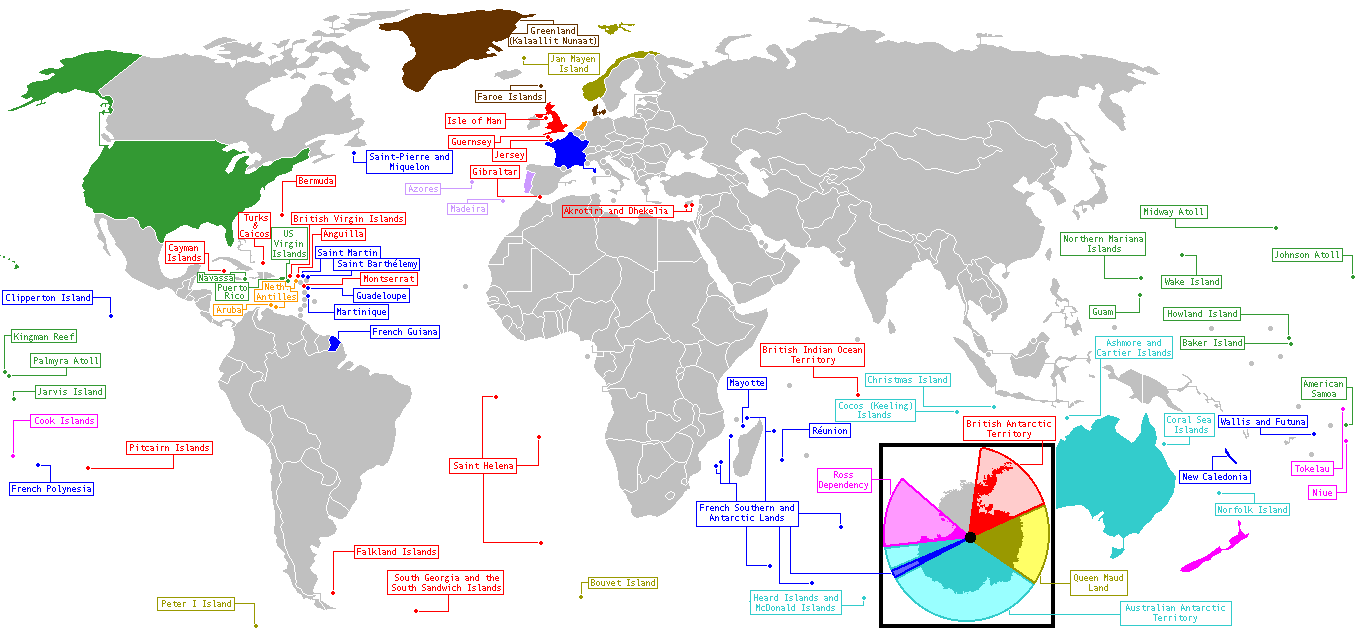
Territori d'oltremare del mondo (etichettati nello stesso colore dello stato)

Sono qui inclusi i territori dotati di un proprio codice ISO 3166-1 alpha-3 nazionale, diverso da quello dello Stato sovrano, raggruppati per stato da cui dipendono.
| Territorio dipendente                       | Continente                                      | Superficie (km²)      | Popolazione (ab.)               | Stato da cui dipende  | Note                                                                                        |
| ------------------------------------------- | ----------------------------------------------- | --------------------- | ------------------------------- | --------------------- | ------------------------------------------------------------------------------------------- |
| Isole Cocos (Keeling)                       | Asia                                            | 14                    | 596                             | Australia             | Territorio esterno                                                                          |
| Isole Heard e McDonald                      | Antartide                                       | 372                   | 0                               | Australia             | Territorio esterno                                                                          |
| Isola di Natale                             | Asia                                            | 135                   | 1 402                           | Australia             | Territorio esterno                                                                          |
| Isola Norfolk                               | Oceania                                         | 34,6                  | 2 141                           | Australia             | Territorio esterno                                                                          |
| Hong Kong                                   | Asia                                            | 1 104                 | 7 234 800                       | Cina                  | Regione amministrativa speciale                                                             |
| Macao                                       | Asia                                            | 29,2                  | 543 656                         | Cina                  | Regione amministrativa speciale                                                             |
| Fær Øer                                     | Europa                                          | 1 396                 | 49 188                          | Danimarca             | Nazione costitutiva del Regno di Danimarca                                                  |
| Groenlandia                                 | America del Nord                                | 2 166 086             | 55 984                          | Danimarca             | Nazione costitutiva del Regno di Danimarca                                                  |
| Isole Åland                                 | Europa                                          | 1 580                 | 28 666                          | Finlandia             | Regione autonoma della Finlandia                                                            |
| Guadalupa                                   | America del Nord                                | 1 628,43              | 404 394                         | Francia               | Dipartimento e regione d'oltremare                                                          |
| Guyana francese                             | America del Sud                                 | 86 504                | 255 455                         | Francia               | Dipartimento e regione d'oltremare                                                          |
| Martinica                                   | America del Nord                                | 1 128                 | 386 486                         | Francia               | Dipartimento e regione d'oltremare                                                          |
| Mayotte                                     | Africa                                          | 376                   | 212 645                         | Francia               | Dipartimento e regione d'oltremare                                                          |
| Nuova Caledonia                             | Oceania                                         | 18 576                | 245 580                         | Francia               |                                                                                             |
| Polinesia francese                          | Oceania                                         | 4 167                 | 259 706                         | Francia               | Collettività d'oltremare                                                                    |
| La Riunione                                 | Africa                                          | 2 512                 | 833 944                         | Francia               | Dipartimento e regione d'oltremare                                                          |
| Saint-Barthélemy                            | America del Nord                                | 21                    | 9 131                           | Francia               | Collettività d'oltremare                                                                    |
| Saint-Martin                                | America del Nord                                | 53,2                  | 36 661                          | Francia               | Collettività d'oltremare                                                                    |
| Saint-Pierre e Miquelon                     | America del Nord                                | 242                   | 6 125                           | Francia               | Collettività d'oltremare                                                                    |
| Terre Australi e Antartiche Francesi        | Africa                                          | 7 672                 | 140                             | Francia               | Esclusa la Terra Adelia (432 000 km²), parte delle rivendicazioni territoriali in Antartide |
| Wallis e Futuna                             | Oceania                                         | 274                   | 12 867                          | Francia               | Collettività d'oltremare                                                                    |
| Isola Bouvet                                | Africa                                          | 49                    | 0                               | Norvegia              | Biland (Territorio dipendente) del Regno di Norvegia                                        |
| Svalbard e Jan Mayen * Jan Mayen * Svalbard | Europa                                          | 61 399 * 377 * 61 022 | 2 660 * 35 * 2 625              | Norvegia              | Sysselmann (Governatorati) del Regno di Norvegia                                            |
| Isole Cook                                  | Oceania                                         | 240                   | 19 569                          | Nuova Zelanda         | Stato associato                                                                             |
| Niue                                        | Oceania                                         | 260                   | 1 398                           | Nuova Zelanda         | Stato associato                                                                             |
| Tokelau                                     | Oceania                                         | 10                    | 1 411                           | Nuova Zelanda         |                                                                                             |
| Aruba                                       | America del Sud                                 | 180                   | 108 587                         | Regno dei Paesi Bassi | Nazione costitutiva del Regno dei Paesi Bassi                                               |
| Isole BES * Bonaire * Sint Eustatius * Saba | America N*S * America S * America N * America N | 322 * 288 * 21 * 13   | 22 532 * 16 541 * 4 020 * 1 971 | Regno dei Paesi Bassi | Municipalità speciali del Regno dei Paesi Bassi                                             |
| Curaçao                                     | America del Sud                                 | 444                   | 151 339                         | Regno dei Paesi Bassi | Nazione costitutiva del Regno dei Paesi Bassi                                               |
| Sint Maarten                                | America del Nord                                | 34                    | 39 410                          | Regno dei Paesi Bassi | Nazione costitutiva del Regno dei Paesi Bassi                                               |
| Anguilla                                    | America del Nord                                | 102                   | 13 452                          | Regno Unito           | Territorio d'oltremare britannico                                                           |
| Bermuda                                     | America del Nord                                | 58,8                  | 65 773                          | Regno Unito           | Territorio d'oltremare britannico                                                           |
| Isole Cayman                                | America del Nord                                | 260                   | 56 230                          | Regno Unito           | Territorio d'oltremare britannico                                                           |
| Isole Falkland                              | America del Sud                                 | 12 173                | 2 932                           | Regno Unito           | Territorio d'oltremare britannico                                                           |
| Georgia del Sud e Isole Sandwich Australi   | America del Sud                                 | 3 903                 | 30                              | Regno Unito           | Territorio d'oltremare britannico                                                           |
| Gibilterra                                  | Europa                                          | 6,843                 | 28 875                          | Regno Unito           | Territorio d'oltremare britannico                                                           |
| Montserrat                                  | America del Nord                                | 102                   | 4 922                           | Regno Unito           | Territorio d'oltremare britannico                                                           |
| Isole Pitcairn                              | Oceania                                         | 47                    | 56                              | Regno Unito           | Territorio d'oltremare britannico                                                           |
| Sant'Elena, Ascensione e Tristan da Cunha   | Africa                                          | 420                   | 5 661                           | Regno Unito           | Territorio d'oltremare britannico                                                           |
| Territorio britannico dell'Oceano Indiano   | Asia                                            | 63,17                 | 4 000                           | Regno Unito           | Territorio d'oltremare britannico                                                           |
| Turks e Caicos                              | America del Nord                                | 417                   | 32 000                          | Regno Unito           | Territorio d'oltremare britannico                                                           |
| Isole Vergini Britanniche                   | America del Nord                                | 153                   | 28 054                          | Regno Unito           | Territorio d'oltremare britannico                                                           |
| Guernsey                                    | Europa                                          | 78                    | 65 849                          | Regno Unito           | Dipendenza della Corona                                                                     |
| Jersey                                      | Europa                                          | 116                   | 91 084                          | Regno Unito           | Dipendenza della Corona                                                                     |
| Isola di Man                                | Europa                                          | 572                   | 84 497                          | Regno Unito           | Dipendenza della Corona                                                                     |
| Guam                                        | Oceania                                         | 541,3                 | 161 785                         | Stati Uniti           | Territorio non incorporato                                                                  |
| Isole Marianne Settentrionali               | Oceania                                         | 477                   | 80 362                          | Stati Uniti           | Territorio non incorporato con status di Commonwealth                                       |
| Porto Rico                                  | America del Nord                                | 9 104                 | 3 749 009                       | Stati Uniti           | Territorio non incorporato con status di Commonwealth                                       |
| Isole minori esterne degli Stati Uniti      | Oceania                                         | 34,2                  | 300                             | Stati Uniti           | Territorio non incorporato                                                                  |
| Samoa Americane                             | Oceania                                         | 200,21                | 54 517                          | Stati Uniti           | Territorio non incorporato                                                                  |
| Isole Vergini Americane                     | America del Nord                                | 346,36                | 106 405                         | Stati Uniti           | Territorio non incorporato                                                                  |

## Territori contesi
- Antartide (Rivendicazioni territoriali in Antartide)
- Sahara Occidentale (Marocco)